# 中华七纺蛛
中华七纺蛛（学名：Heptathela sinensis）为节板蛛科七纺蛛属的动物。在中国大陆，分布于山东、河北、河南、陕西、山西等地，生活习性为穴居。该物种的模式产地在河北。
其种加词“sinensis”意为“中华的”。